# Frederick Lonsdale
Pour les articles homonymes, voir Lonsdale.
Frederick Lonsdale est un dramaturge anglais né le 5 février 1881 à Saint-Hélier (Jersey) et décédé le 4 avril 1954 à Londres.

## Biographie
Il est le grand-père des acteurs Edward Fox et James Fox.

## Travaux sélectifs
- King of Cadonia, 1908.
- The Balkan Princess, 1910.
- Betty, 1915.
- The Maid of the Mountains, 1917.
- Monsieur Beaucaire, 1919.
- Aren't We All? , 1923.
- On Approval, 1927.